# Pont Mercier (Matapédia)
Pour les articles homonymes, voir Pont Mercier.
Le pont Mercier est un pont routier situé en Gaspésie–Îles-de-la-Madeleine qui relie les deux rives de la rivière Matapédia dans la municipalité de Matapédia.

## Description
Le pont est emprunté par la rue des Saumons. Il comporte deux voies de circulation soit une voie dans chaque direction. Environ 1600 véhicules empruntent le pont quotidiennement.

## Toponymie
Le nom du pont rappelle Honoré Mercier (1840-1894) qui fut premier ministre du Québec entre 1887 et 1891.